# Echter Verlag
Der Echter Verlag ist ein deutschsprachiger Buch- und Zeitschriftenverlag mit Sitz in Würzburg. Sein Verlagsprogramm umfasst rund 700 Titel, jährlich kommen etwa 80 Neuerscheinungen hinzu. Der Schwerpunkt liegt auf wissenschaftlich-theologischen Publikationen, Büchern zu Religion und Spiritualität sowie Veröffentlichungen zu fränkischer Kultur, Lebensart und Geschichte.

## Programm
Neben dem Gebet- und Gesangbuch Gotteslob für die Diözese Würzburg, den wissenschaftlich-theologisch Reihen und seinen theologischen Fachzeitschriften konzentriert sich der Echter Verlag auf die Verbreitung des religiösen Buches und die Pflege der Literatur zu Themen aus dem fränkischen Raum. Besonders hervorzuheben sind die Kommentarreihe „Neue Echter Bibel“ sowie die Reihe der ignatianischen Impulse.
Zeitschriften:
Feierabend
Geist und Leben
Gottes Wort im Kirchenjahr
Lebendige Seelsorge
Ostkirchliche Studien
Zeitschrift für katholische Theologie
inspiration

## Geschichte
Am 25. Januar 1900 wurde die Echter Würzburg, Fränkische Gesellschaftsdruckerei und Verlag GmbH in das Handelsregister eingetragen. Benannt wurde sie nach Julius Echter von Mespelbrunn (1545–1617), Fürstbischof von Würzburg und Herzog von Franken. Das ursprüngliche Ziel des Unternehmens bestand darin, die seit 1868 bestehende, kirchlich-konservative katholische Zeitung Fränkisches Volksblatt herauszugeben und katholische Publikationen zu fördern. Sie war von dem Priester und Universitätsbibliothekar Johann Baptist Stamminger (1836–1892) gegründet worden. Die von Seiten des „Volksblatts“ ab 1879 betriebene antijüdische Polemik wurde 1888 eingestellt; in den 1920er Jahren setzte sich die Zeitung unter ihrem Chefredakteur Heinrich Leier (1876–1948) für die jüdische Bevölkerung und ihre Anliegen ein. Trotz aller Probleme, die der Erste Weltkrieg mit sich brachte, konnte am 29. August 1915 das Echterhaus in der Juliuspromenade in Würzburg als neuer Sitz des expandierenden Unternehmens eingeweiht werden.
Ab 1933 musste sich das Fränkische Volksblatt vehement gegen die neuen Machthaber zur Wehr setzen. Im März 1933 verboten sie das Erscheinen des Blattes. Sein früherer Hauptschriftleiter, der Dompfarrer Heinrich Leier, wurde 1933 „in Schutzhaft genommen“. Spätestens seit Januar 1938 hatte der Echter Verlag keinen Einfluss mehr auf die Zeitung. Auch der Rechtsanwalt Ernst Döhling, Geschäftsführer und Aufsichtsratsmitglied der Fränkischen Gesellschaftsdruckerei, war in Haft (von 1939 bis 1945 im KZ Buchenwald). Im Sommer 1942 wurden der Buchverlag und die Druckerei schließlich geschlossen und der Echter Verlag am 28. August 1942 verboten.
Am 10. Januar 1946 erhielt der Echter Verlag von der amerikanischen Militärregierung wieder eine Lizenz zum Buchdruck. Wenige Monate später konnte an dem im Krieg völlig zerstörten Echterhaus das erste Richtfest gefeiert werden, auch wenn bis zur Einweihung der Räumlichkeiten weitere vier Jahre vergehen sollten. Bereits 1947 erschien mit der „Echter Bibel“ eine Kommentarreihe, die bis heute unter Fachleuten einen ausgezeichneten Ruf genießt. Sie wurde 1975 mit der Neuen Echter Bibel fortgeführt.
Bis 1967 war Franz Wegner Geschäftsführer der Fränkischen Gesellschaftsdruckerei und Echter-Verlag GmbH, danach sein Sohn, der 1930 geborene Jurist und Betriebswirt Elmar Wegner. Da die innerstädtischen Räumlichkeiten und Zufahrtswege zum Echterhaus den Ansprüchen einer modernen, expandierenden Druckerei nicht mehr entsprachen, wurde 1993 der Grundstein für ein neues Druckzentrum am Heuchelhof gelegt, in dem ab Januar 1996 Verlag und Druckerei untergebracht waren. Das Echterhaus in der Juliuspromenade wurde verkauft und ist nach seinem Umbau heute eine moderne Einkaufspassage.
Im Oktober 1999 wurde das Druckgeschäft an die Firmengruppe Appl in Wemding abgegeben, im April 2000 zog der Echter Verlag wieder in seinen ursprünglichen Stammsitz in der Juliuspromenade zurück.